# Iașcenkiv, Varva
Iașcenkiv (în ucraineană Ященків) este un sat în comuna Svitlîcine din raionul Varva, regiunea Cernihiv, Ucraina.

## Demografie
Componența lingvistică a localității Iașcenkiv
     Ucraineană (97,67%)
     Rusă (2,33%)
Conform recensământului din 2001, majoritatea populației localității Iașcenkiv era vorbitoare de ucraineană (97,67%), existând în minoritate și vorbitori de rusă (2,33%).